# Rave Tapes
A Rave Tapes a Mogwai nyolcadik stúdióalbuma, amelyet 2014. január 20-án adott ki a Rock Action Records az Egyesült Királyságban, és 21-én a Sub Pop az Amerikai Egyesült Államokban. Öt formátumban (hanglemez, Compact Cassette, CD, díszdobozos kiadás és letölthető változat) jelent meg. Producere Paul Savage.
A kiadást követő héten a brit albumlista 10., és a skót albumlista második helyén végzett. 2014 december 1-jén jelentették meg a Music Industry 3. Fitness Industry 1. című középlemezt, amely három addig ki nem adott számot tartalmaz.

## Történet
2013. augusztus 5-én a zenekar bejelentette, hogy nekiláttak a munkálatoknak. Október 28-án a Remurdered című dalt bemutatták a BBC 6-os csatornáján, és felkerült Soundcloudra, valamint közzétették a számlistát. November 28-án a Cambridge Junctionban, az All Tomorrow's Parties fesztiválra való ráhangolódáshoz tartott koncertjükön bemutattak hat számot (Heard About You Last Night, Master Card, Blues Hour, The Lord is Out of Control, Hexon Bogon ésRemurdered). A The Lord is Out of Control klipje öt nap múlva felkerült a YouTube-ra.

## Számlista
Az összes dal szerzője a Mogwai. 
| 1.    | Heard About You Last Night | 5:22 |
| 2.    | Simon Ferocious            | 4:48 |
| 3.    | Remurdered                 | 6:25 |
| 4.    | Hexon Bogon                | 2:35 |
| 5.    | Repelish                   | 3:56 |
| 6.    | Master Card                | 3:57 |
| 7.    | Deesh                      | 5:33 |
| 8.    | Blues Hour                 | 6:17 |
| 9.    | No Medicine for Regret     | 5:39 |
| 10.   | The Lord is Out of Control | 4:21 |
| 49:03 |                            |      |

| 1. | Bad Magician 3                  | 3:32 |
| 2. | Die 1 Dislike!                  | 5:26 |
| 3. | Tell Everybody That I Love Them | 4:38 |

## Fogadtatás
Robert Ham Alternative Press-beli kritikájával 4 csillagra értékelte a lemezt az ötből. Leírta, hogy a hangzás lágy, és az együttes szépen és ragyogóan fejlődik. Joe Gross a Rolling Stone-ban 3,5 pontra értékelte. Értékelése szerint „vannak, akik alkotónak születnek; a Mogwai azért, hogy nyerjen”. A Consequence of Sound szerint a csapat műfajának utolsó állandó pillére, valamint a Remurdered és The Lord Is Out of Control dalokat alapvetőnek értékelték. A Buzz & Howl kritikájában a következőket írják: „a Rave Tapes azonnali beszerzése nem létfontosságú, viszont egy gyűjtemény szép darabja lehet”; ezen kívül szerintük a lemeznek enyhe krautrock hatása is van.

## Közreműködők

### Mogwai
- Stuart Braithwaite
- Dominic Aitchison
- Martin Bulloch
- Barry Burns
- John Cummings

### Más zenészek
- Lee Cohen – ének

### Gyártás
- Paul Savage – producer, felvétel, keverés
- Niall McMenamin – hangtechnikus
- Frank Arkwright – maszterelés
- DLT – grafika

## Helyezések
| Lista (2014)                               | Helyezés |
| ------------------------------------------ | -------- |
| Egyesült Királyság (UK Albums Chart)       | 10       |
| Ausztria (Ö3 Austria Top 40)               | 56       |
| Belgium (Ultratop Flandria)                | 12       |
| Belgium (Ultratop Vallónia)                | 30       |
| Hollandia (Dutch Charts Album Top 100)     | 78       |
| Franciaország (SNEP Album Top 100)         | 37       |
| Németország (Media Control Top 100 Album)  | 16       |
| Svájc (Schweizer Hitparade Top 100 Albums) | 24       |

## Fordítás
Ez a szócikk részben vagy egészben  a   Rave Tapes című angol Wikipédia-szócikk ezen változatának fordításán alapul.  Az eredeti cikk szerkesztőit annak laptörténete sorolja fel. Ez a jelzés csupán a megfogalmazás eredetét és a szerzői jogokat jelzi, nem szolgál a cikkben szereplő információk forrásmegjelöléseként.